# Pseudolaubuca
Pseudolaubuca és un gènere de peixos de la família dels ciprínids i de l'ordre dels cipriniformes.

## Taxonomia
- Pseudolaubuca engraulis (Nichols, 1925)[1]
- Pseudolaubuca hotaya (Mai, 1978)
- Pseudolaubuca jouyi (Jordan & Starks, 1905)
- Pseudolaubuca sinensis (Bleeker, 1865)[2][3]